# Дэй, Дорис
До́рис Дэй (также Дей англ. Doris Day, урождённая Дорис Мэри Энн Каппельхофф (англ. Doris Mary Anne Kappelhoff), 3 апреля 1922 — 13 мая 2019) — американская актриса, певица и активистка по защите животных. Была звездой кино первой величины 1950-х—начала 1960-х годов, снимаясь в фильмах самых разных жанров — мюзиклах, комедиях, драмах и триллерах. Наибольшую известность ей принесли роли в романтических музыкальных комедиях. Ее партнёрами по фильмам были такие актеры, как Кларк Гейбл, Кэри Грант, Джеймс Кэгни, Дэвид Нивен, Джек Леммон, Фрэнк Синатра, Кирк Дуглас, Лорен Бэколл и Род Тейлор. Исполнила две песни, удостоенные премии «Оскар», в фильмах «Бедовая Джейн» (1953) и «Человек, который слишком много знал» (1956). В 1959 году была номинирована на премию «Оскар» в категории «Лучшая актриса» за роль в фильме «Интимный разговор». Долгое время Дорис Дэй оставалась одной из последних живых звёзд Золотого Века Голливуда.

## Биография

### Молодые годы
Дорис Дэй родилась 3 апреля 1922 года (по другим данным в 1924 году) в Эванстоне (англ.), пригороде Цинциннати, в католической семье. Её мать, Альма София Вельц (1895—1976), была домохозяйкой, а отец, Уильям Джозеф Каппельхофф (1892—1967), — учителем музыки и дирижёром хора. Её дедушки и бабушки по отцовской и материнской линии — немецкие эмигранты. Дорис была третьим ребёнком в семье. У неё было два брата — Ричард, умерший ещё до её рождения, и Пол, немного старше её. Имя Дорис ей дали в честь американской киноактрисы Дорис Кеньон, которой восхищалась её мать.
С детских лет у Дорис был большой интерес к танцам, и она решила заниматься этим профессионально. Посещала частные танцевальные школы в Цинциннати, а в возрасте 11-12 лет уже танцевала в любительских ансамблях, пользуясь успехом и даже завоевывая призы. Однако, после того как она попала в автокатастрофу и получила перелом ноги, от профессиональной карьеры танцовщицы пришлось отказаться. Во время лечения Дорис увлеклась пением, начала брать уроки и уже с 17 лет выступала перед публикой, поначалу соло-вокалисткой при оркестре Барни Рэппа (англ.) в одном из клубных ресторанов в Цинциннати. Именно Рэпп убедил её взять псевдоним взамен родной фамилии, которую считал слишком странной. Так Дорис Каппельхоф стала Дорис Дэй.
Она начала выступать как певица в 1939 году, и со свинговым биг-бендом Леса Брауна добилась первого большого успеха: её песня «Sentimental journey» (рус. Сентиментальное путешествие, 1945) была хитом у демобилизованных американских солдат, возвращавшихся домой из Европы. В 1947 году Дэй оставила оркестр Леса Брауна, чтобы начать сольную карьеру. На протяжении последующих двадцати лет ею записано более 650 песен, что сделало Дорис Дэй одной из самых популярных и признанных певиц XX века.
В 1941 году Дорис Дэй вышла замуж за музыканта из её же оркестра, Эла Джордана, брак с которым продлился всего два года; в 1943 году супруги развелись.
Дорис работала и со многими другими исполнителями, в частности, с джаз-оркестром Боба Кросби (англ.).

### Карьера в кино
Во время работы с Лесом Брауном и недолгого сотрудничества с Бобом Хоупом Дорис много гастролировала по США. В 1946 году она снова вышла замуж, за саксофониста Джорджа Уайдлера. В 1948 году Дэй развелась с ним, после чего решила покинуть Лос-Анджелес и вернуться в родной Цинциннати. Однако её агент Эл Ливи убедил её повременить с отъездом и сходить на вечеринку в доме композитора Жюля Стайна, где она могла бы показать себя и, возможно, помочь дальнейшему развитию своей карьеры. На вечеринке Дорис исполнила песню «Embraceable You», чем произвела большое впечатление на Стайна и на его партнёра Сэмми Кана. Они в свою очередь рекомендовали её компании «Warner Bros.».
Карьера Дэй как актрисы кино началась с фильма «Роман в открытом море» (Romance on the High Seas; 1948); его успех положил начало её двадцатилетней карьере в этой области. В 1949 году вышли ещё два фильма с ее участием: «Мечтаю о тебе» и «Это великое чувство», сделавшие актрису узнаваемой и популярной звездой. Способствовал этому и хит «It’s Magic» (рус. Это магия) из «Романа в открытом море». Затем последовали новые фильмы — в основном не слишком притязательные музыкальные комедии, как например, «В свете серебристой луны» и «Чай для двоих». В 1953 году вышел новый успешный фильм с Дорис Дэй — «Джейн-катастрофа», песня из которого, «Secret Love» (рус. Тайная любовь), в исполнении Дорис получила «Оскара» в номинации «Лучшая песня года».
После кинофильма «Это молодое сердце», где Дэй снялась вместе с Фрэнком Синатрой, актриса расторгла свой контракт с «Warner Bros.» и начала работать под началом своего третьего мужа, Мартина Мэлчера, ставшего её агентом и продюсером всех ее последующих фильмов. Теперь у Дорис Дэй помимо комедийных ролей появились и серьёзные драматические. В 1955 году она получила благоприятные отзывы критики за роль певицы Рут Эттинг в фильме «Люби меня или покинь меня», в котором ее партнером был Джеймс Кэгни. Позже в своей автобиографии она назвала этот фильм лучшим в своей карьере. В фильме Альфреда Хичкока «Человек, который слишком много знал», где Дорис Дэй выступает в паре с Джеймсом Стюартом, она исполнила песню «Whatever Will Be, Will Be (Que Sera, Sera)» (рус. Что будет, то будет), принесшую ей второго «Оскара».
В конце 1950-х годов популярность Дорис Дэй пошла на спад. Фильмы с её участием продолжали получать тёплые отзывы критиков, но былого триумфа уже не было. Возможно, причина была в том, что лирические музыкальные фильмы в конце 1950-х годов были уже не так востребованы, главным музыкальным направлением становился рок-н-ролл.
В 1959 году Дорис Дэй в дуэте с Роком Хадсоном снялась в ленте «Интимный разговор». Этот фильм вновь вернул актрисе былое внимание публики, а сама она была номинирована на премию «Оскар» в категории «Лучшая женская роль». Во многих фильмах 1960-х годов режиссёры отдавали должное профессионализму актрисы Дорис Дэй, тогда как её возможности певицы игнорировались.
В конце 1960-х годов в США началась сексуальная революция. Менялось представление о сексуальности, кино становилось более откровенным, в то время как фильмы с Дорис Дэй оставались все такими же наивно-простодушными и целомудренными. Критики и журналисты тех времен окрестили Дорис «бессменной старой девой», и она постепенно теряла свой звездный статус, лишь напоследок блеснув в фильме «Лодка со стеклянным дном» (1966). Дорис Дэй сама признавала среднее качество своих фильмов, говоря, что снимается в них лишь по настоянию мужа.
Перемена вкусов отразилась и на карьере Дорис Дэй как певицы. Её альбомы «Duet» и «Latin» были удостоены похвал критики, но коммерческим успехом в США не пользовались. В 1967 году Дорис Дэй записала свой последний альбом, «The Love Album», выпуск которого состоялся лишь в 1994 году.

### Банкротство и карьера на телевидении
В 1968 году умер муж Дорис Дэй, Мартин Мэлчер, после чего обнаружилось, что большая часть её заработков растрачена, а сама она увязла в долгах. Выяснилось также, что незадолго до смерти Мэлчер подписал контракт с телевидением на выпуск «Шоу Дорис Дэй». Актриса никогда не горела желанием сниматься на телевидении, но оспорить контракт не могла, и осенью 1968 году шоу стартовало.
С 1968 по 1973 Дорис была ведущей собственного комедийного шоу, основной музыкальной темой которого была песня «Que sera, sera». Дэй неутомимо трудилась на протяжении всего сериала, с тем, чтобы оплатить долги мужа. После завершения съёмок Дорис Дэй не появлялась больше ни на телевидении, ни в кино.

### Защита животных
В 1970-х годах актриса активно занялась защитой животных. Во множестве своих интервью она критиковала знаменитостей, носящих натуральные меха. Её осуждению подверглись Мэри Тайлер Мур, Энджи Дикинсон и Джейн Медоуз. Дорис деятельно продвигала свои предложения по защите животных в Конгресс, а также обращалась с предложениями поправок в законодательство к президентам Рональду Рейгану и Биллу Клинтону. Ею была также создана «Лига животных Дорис Дэй», которую она сама и финансировала.

### Личная жизнь
Дорис Дей была замужем четыре раза:
1. Эл Джордан (1941—1943) — тромбонист из группы Барни Рэппа. От этого брака у неё родился единственный сын Тэрренс П. Джордан (Тэрренс Мэлчер, 8 февраля 1942 — 19 ноября 2004). Брак с Джорданом сопровождался побоями с его стороны, из-за чего Дэй хотела с ним развестись. Когда Джордан узнал о беременности, то потребовал, чтобы Дэй сделала аборт. Вскоре после рождения сына они развелись. Джордан редко навещал Тэрренса и почти никак не участвовал в его воспитании. В 1967 году Эл Джордан застрелился.
2. Джордж Уайдлер (1946—1949) — саксофонист.
3. Мартин Мэлчер (1951—1968) — её личный агент и продюсер. Брак с ним был довольно долгим и выглядел вполне счастливым, вплоть до его смерти. Однако позже Дэй обнаружила, что во время их совместной жизни он беззастенчиво тратил её гонорары, и ей пришлось долго расплачиваться по долгам. Несмотря на то, что Мэлчер усыновил Тэрренса и дал ему свою фамилию, последний после его смерти заявил, что Мэлчер с ним плохо обращался.
4. Барри Комден (1976—1981) — работал метрдотелем в одном из любимых ресторанов Дорис. После развода Барри признался, что Дэй больше времени уделяла своим друзьям-животным, чем ему.

### Возобновление интереса к имени Дорис Дэй
В 1990-е годы вновь появился интерес к Дорис Дэй. В 1992 году вышел диск с лучшими её хитами, а одна из песен была использована для саундтрека к фильму «Строго по правилам». В начале 2000-х годов большим спросом пользовались видеодиски с её фильмами, в интернете появилось много посвящённых ей веб-сайтов. В 2011 году Дорис Дэй выпустила свой 29-й студийный альбом My Heart, который вошёл в десятку лучших альбомов Великобритании с новым материалом. Это случилось в год 87-летия певицы и через 62 года после выхода её дебютного альбома. В 2012 году Дэй заняла шестое место среди популярных кассовых певцов.
В 2004 году актриса была награждена «Президентской медалью Свободы», однако не присутствовала на церемонии из-за страха перед авиаполетами. Кроме этого, Дэй отказалась от награждения почётным «Оскаром» (хотя Киноакадемия несколько раз предлагала ей это), а также от «Награды центра Кеннеди».
Среди ее наград также — премия Grammy Lifetime Achievement Award (вручена 9 февраля 2008 года) и премия Legend Award от Общества певцов (Society of Singers). В 1989 году ей была присуждена премия Сесиля Б. Де Милля за все ее достижения в кино. В 2004 году награждена Президентской медалью свободы (Presidential Medal of Freedom) президентом Джорджем Бушем-младшим, а в 2011 году — премией Лос-Анджелесской ассоциации кинокритиков за достижения в карьере (Los Angeles Film Critics Association’s Career Achievement Award).
У Дорис Дэй есть две звезды на Голливудской аллее славы — за вклад в развитие кино и за развитие музыкальной индустрии США.
Дорис Дэй скончалась 13 мая 2019 года в своём доме в Калифорнии в возрасте 97 лет от пневмонии.

## Дискография
- You’re My Thrill (1949)
- Tea for Two (1950) (саундтрек)
- Young Man with a Horn (1950) (саундтрек) (совместно с Гарри Джеймсом)
- Lullaby Of Broadway (1951) (саундтрек)
- On Moonlight Bay (1951) (саундтрек)
- I’ll See You in My Dreams (1951) (саундтрек)
- By the Light of the Silvery Moon (1953) (саундтрек)
- Calamity Jane (1953) (саундтрек)
- Young at Heart (1954) (саундтрек) (совместно с Фрэнком Синатрой)
- Day Dreams (1954)
- Love Me or Leave Me (саундтрек) (1955)
- Day By Day (1956)
- Day By Night (1957)
- The Pajama Game (1957) (саундтрек) (совместно с Джоном Райтом)
- Hooray For Hollywood (1958)
- Cuttin’ Capers (1959)
- What Every Girl Should Know (1960)
- Show Time (1960)
- Bright and Shiny (1961)
- I Have Dreamed (1961)
- Duet (совместно с Андре Превином) (1962)
- You’ll Never Walk Alone (1962)
- Billy Rose’s Jumbo (саундтрек) (1962)
- Annie Get Your Gun (совместно с Робертом Гулетом) (1963)
- Love Him (1963)
- The Doris Day Christmas Album (1964)
- With a Smile and a Song (1964)
- Latin for Lovers (1965)
- Doris Day’s Sentimental Journey (1965)
- The Love Album (записан в 1967, выпущен в 1994)
- My Heart (2011)

## Фильмография
| Год       |     | Русское название                    | Оригинальное название                    | Роль                                  |
| --------- | --- | ----------------------------------- | ---------------------------------------- | ------------------------------------- |
| 1948      | ф   | Роман в открытом море               | Romance on the High Seas                 | Джорджия Гарретт                      |
| 1949      | ф   | Мечтаю о тебе                       | My Dream Is Yours                        | Марта Гибсон                          |
| 1949      | ф   | Это великое чувство                 | It’s a Great Feeling                     | Джуди Адамс                           |
| 1950      | ф   | Трубач                              | Young Man with a Horn                    | Джо Джордан                           |
| 1950      | ф   | Чай для двоих                       | Tea for Two                              | Нанетт Картер                         |
| 1950      | ф   | Вест-Пойнтская история              | The West Point Story                     | Джен Уилсон                           |
| 1951      | ф   | Штормовое предупреждение            | Storm Warning                            | Люси Райс                             |
| 1951      | ф   | Колыбельная Бродвея                 | Lullaby of Broadway                      | Мелинда Ховард                        |
| 1951      | ф   | Бухта луны                          | On Moonlight Bay                         | Марджори Уинфилд                      |
| 1951      | ф   | Я увижу тебя в моих снах            | I’ll See You in My Dreams                | Грейс Лебой Кан                       |
| 1951      | ф   | Со звёздами на борту                | Starlift                                 | в роли самой себя                     |
| 1952      | кор | —                                   | Screen Snapshots: Hollywood on the Ball  | в роли самой себя                     |
| 1952      | ф   | Команда-победитель                  | The Winning Team                         | Эйми Александр                        |
| 1952      | ф   | Апрель в Париже                     | April in Paris                           | Этель Джексон                         |
| 1953      | ф   | В свете серебристой луны            | By the Light of the Silvery Moon         | Марджори Уинфилд                      |
| 1953      | кор | Итак, ты хочешь телевизор?          | So You Want a Television Set             | в роли самой себя                     |
| 1953      | ф   | Джейн-катастрофа                    | Calamity Jane                            | Бедовая Джейн                         |
| 1954      | ф   | Волна преступности                  | Crime Wave                               | в роли самой себя                     |
| 1954      | ф   | Везунчик                            | Lucky Me                                 | Кэнди Уилльмс                         |
| 1954      | ф   | Это молодое сердце                  | Young at Heart                           | Лори Таттл                            |
| 1955      | ф   | Люби меня или покинь меня           | Love Me or Leave Me                      | Рут Эттинг                            |
| 1956      | ф   | Человек, который слишком много знал | The Man Who Knew Too Much                | Джо Маккенна                          |
| 1956      | ф   | Джулия                              | Julie                                    | Джулия Бентон                         |
| 1957      | ф   | Пижамная игра                       | The Pajama Game                          | Бейб Уильямс                          |
| 1958      | ф   | Любимец учителя                     | Teacher’s Pet                            | Эрика Стоун                           |
| 1958      | ф   | Туннель любви                       | The Tunnel of Love                       | Изольда Пул                           |
| 1959      | ф   | Это случилось с Джейн               | It Happened to Jane                      | Джейн Осгуд                           |
| 1959      | ф   | Интимный разговор                   | Pillow Talk                              | Джен Морроу                           |
| 1960      | ф   | Пожалуйста, не ешь маргаритки!      | Please Don’t Eat the Daisies             | Кейт Робинсон Маккей                  |
| 1960      | ф   | Полуночное кружево                  | Midnight Lace                            | Кит Престон                           |
| 1961      | ф   | Вернись, моя любовь                 | Lover Come Back                          | Кэрол Темплтон                        |
| 1962      | ф   | Этот мех норки                      | That Touch of Mink                       | Кэти Тимберлейк                       |
| 1962      | ф   | Джамбо Билли Роуза                  | Billy Rose’s Jumbo                       | Китти Уандер                          |
| 1963      | ф   | Доведенный до ручки                 | The Thrill of It All                     | Беверли Бойер                         |
| 1963      | ф   | Я вернулась, дорогой                | Move Over, Darling                       | Эллен Вагстафф Арден                  |
| 1964      | ф   | Не присылай мне цветы               | Send Me No Flowers                       | Джуди                                 |
| 1965      | ф   | Беспокойный свидетель               | Do Not Disturb                           | Дженет Харпер                         |
| 1966      | ф   | Лодка со стеклянным дном            | The Glass Bottom Boat                    | Дженнифер Нельсон                     |
| 1966      | кор | —                                   | One Chance                               | в роли самой себя / Дженнифер Нельсон |
| 1967      | ф   | Каприз                              | Caprice                                  | Патриша Фостер                        |
| 1967      | ф   | Баллада о Джози                     | The Ballad of Josie                      | Джози Миник                           |
| 1968      | ф   | А где был ты, когда погас свет?     | Where Were You When the Lights Went Out? | Маргарет Гаррисон                     |
| 1968      | ф   | Шестеро под одной крышей            | With Six You Get Eggroll                 | Эбби Макклюр                          |
| 1968—1973 | с   | Шоу Дорис Дэй                       | The Doris Day Show                       | Дорис Мартин                          |
| 1970      | с   | Губернатор и Джей Джей              | The Governor & J.J.                      | в роли самой себя                     |